# Phygadeuon nortoni
Phygadeuon nortoni là một loài tò vò trong họ Ichneumonidae.